# Henri-Osvald da Tour d'Auvergne de Bouillon
Henri-Osvald da Tour d'Auvergne de Bouillon (Barcy, 5 de novembro de 1671 - Paris, 23 de abril de 1747) foi um cardeal do século XVIII

## Biografia
Nasceu em Barcy em 5 de novembro de 1671, Barcy, diocese de Anvers, França. Segundo filho de Frédéric-Maurice de La Tour, conde d'Auvergne, e Henriette-Françoise de Hohenzollern-Hechingen. Outros irmãos eram Emmanuel-Maurice, oficial de justiça d'Auvergne; François-Egon, príncipe d'Auvergne; Frédéric-Constantin, decano do capítulo de Strassbourg; e três filhas, todas freiras. Sobrinho do cardeal Emanuel Théodose de la Tour d'Auvergne de Bouillon (1669). Seu primeiro nome também está listado como Henri-Oswald; como Henricus Osvaldus; e como Errico Osvaldo.
Estudou na Universidade La Sorbonne, em Paris, onde obteve o doutorado em teologia em maio de 1695.
Ordenado (nenhuma informação encontrada). Vigário geral da Arquidiocese de Vienne. Cânone do capítulo da catedral de Estrasburgo, 1684. Mais tarde, cânone do capítulo da catedral de Liége. Abade commendatario da abadia de Redon, 1692. Abade commendatario de Conches, 1694. Vigário geral de seu tio, abade de Cluny, Tournus e Saint-Martin. Coadjutor da abadia de Cluny, 22 de abril de 1697, quando seu tio foi para Roma; abade em 1715. Grande reitor de Estrasburgo, 1697. Promovido à Arquidiocese de Tours pelo Papa Clemente XI no final de 1719; foi transferido para a sede metropolitana de Vienne pelo Papa Inocêncio XIII em 1721, antes de receber as bulas papais. Ele também foi abade commendatariodas abadias de Ainay, Anchin e La Valasse; e também como prior de Souvigny.
Eleito arcebispo de Vienne, em 23 de março de 1722. Consagrado, em 10 de maio de 1722, noviciado da Companhia de Jesus em Paris, pelo cardeal Armand-Gaston de Rohan, bispo de Estrasburgo, coadjuvado por Louis de La Vergne de Tressan, bispo de Nantes , e por Léonor Goyon de Matignon, bispo de Coutances. Deputado à Assembleia do Clero, 1723, Paris. Primeiro esmoleiro do rei da França, 1732-1742. Comendador da Ordem de Saint-Esprit , maio de 1733. Presidente da Assembleia do Clero, 1734.
Criado cardeal sacerdote no consistório de 20 de dezembro de 1737; com uma bula apostólica de 13 de janeiro de 1738, o papa enviou-lhe o barrete vermelho. Participou do conclave de 1740, que elegeu o Papa Bento XIV. Recebeu o gorro vermelho e o título de S. Calisto, a 16 de setembro de 1740.
Morreu em Paris em 23 de abril de 1747. Sepultado no coro da catedral metropolitana de Vienne, num monumento funerário construído, por sua ordem, por Michel-Ange Slodtz; seu antecessor, o arcebispo Armand de Montmorin de Saint-Hérem, também está enterrado naquele monumento.